# Scott Berry
William Scott Berry (ur. 23 grudnia 1948 w Deadwood) – amerykański skoczek narciarski, olimpijczyk (1972), medalista mistrzostw kraju.

## Przebieg kariery
Berry był członkiem reprezentacji Stanów Zjednoczonych w skokach narciarskich w latach 1967–1972. W sezonie 1970/71 uczestniczył w Turnieju Czterech Skoczni, nie osiągnął jednak w tych zawodach sukcesu, plasując się poza czołową „50” poszczególnych konkursów. W sezonie 1971/72 nie znalazł się w grupie 20 amerykańskich skoczków, którzy wyjechali z reprezentacją do Europy – w tym czasie spędził miesiąc w Lake Placid, gdzie trenował ze swoim ojcem. Po powrocie kadry do USA rozegrane zostały krajowe kwalifikacje do olimpijskiej reprezentacji Stanów Zjednoczonych składające się z trzech konkursów – Berry zwyciężył w Leavenworth i był drugi w Lake Placid, zajmując ostatecznie drugie miejsce w klasyfikacji całych eliminacji. Dzięki tym wynikom pojechał na Zimowe Igrzyska Olimpijskie 1972, stając się pierwszym w historii sportowcem pochodzącym z Dakoty Południowiej, który wystąpił w zimowych igrzyskach olimpijskich (choć w tym czasie był już zawodnikiem klubu ze Steamboat Springs w stanie Kolorado) – osiągnięcie to powtórzyła dopiero narciarka dowolna Jana Lindsey, która uczestniczyła w Zimowych Igrzyskach Olimpijskich 2006 i 2010. W konkursach olimpijskich Berry zajął miejsca pod koniec stawki – był 52. na skoczni normalnej i 47. na obiekcie dużym. W tym samym roku zdobył brązowy medal mistrzostw kraju. Sześć tygodni po występie na igrzyskach miał wystartować w Mistrzostwach Świata w Lotach Narciarskich 1972 w Planicy, jednak podczas jednego ze skoków na Velikance upadł i doznał poważnego złamania kostki. W ciągu kolejnych 18 miesięcy przeszedł trzy operacje kontuzjowanej nogi zanim odzyskał sprawność umożliwiającą normalne chodzenie. Uraz sprawił, że Berry zakończył swoją karierę skoczka narciarskiego, choć 31 grudnia 1972 wystartował jeszcze w konkursie noworocznym w Lake Placid, w którym pokonał go tylko Japończyk Hideki Nakano. Wpływ na decyzję Berry’ego miały również pożyczki jakie wcześniej zaciągnął, by móc przygotować się do sezonu olimpijskiego i konieczność podjęcia pracy zarobkowej w celu ich spłaty.
Jest absolwentem Dartmouth College, który ukończył w 1971.
W 2008 został włączony do „Galerii Sław Amerykańskich Skoków Narciarskich” (ang. The American Ski Jumping Hall of Fame)

## Igrzyska olimpijskie

### Indywidualnie
| 1972 Sapporo | – | 52. miejsce (skocznia normalna), 47. miejsce (skocznia duża) |